# Museu d'Història dels Jueus (Girona)
El Museu d'Història dels Jueus de Girona està ubicat al centre Bonastruc ça Porta, al bell mig del Call de Girona. L'edifici, l'antic Casal Ferrer, es troba en l'espai del call que havia ocupat la sinagoga i les dependències adjacents al segle xv. Com a institució, el museu s'encarrega de preservar i difondre la història de les comunitats jueves de Catalunya, que van contribuir al desenvolupament cultural i científic del país.
El museu està situat al mateix emplaçament que l'Institut d'Estudis Nahmànides, on es desenvolupen projectes de recerca de la Girona jueva i difusió amb programes científics, conferències, cursos i altres activitats. Totes dues institucions es troben regides pel Patronat del Call de Girona, creat l'any 1992 entre l'Ajuntament de Girona, la Diputació de Girona i la Generalitat de Catalunya. L'espai acull també les dependències de la Red de Juderías de España.

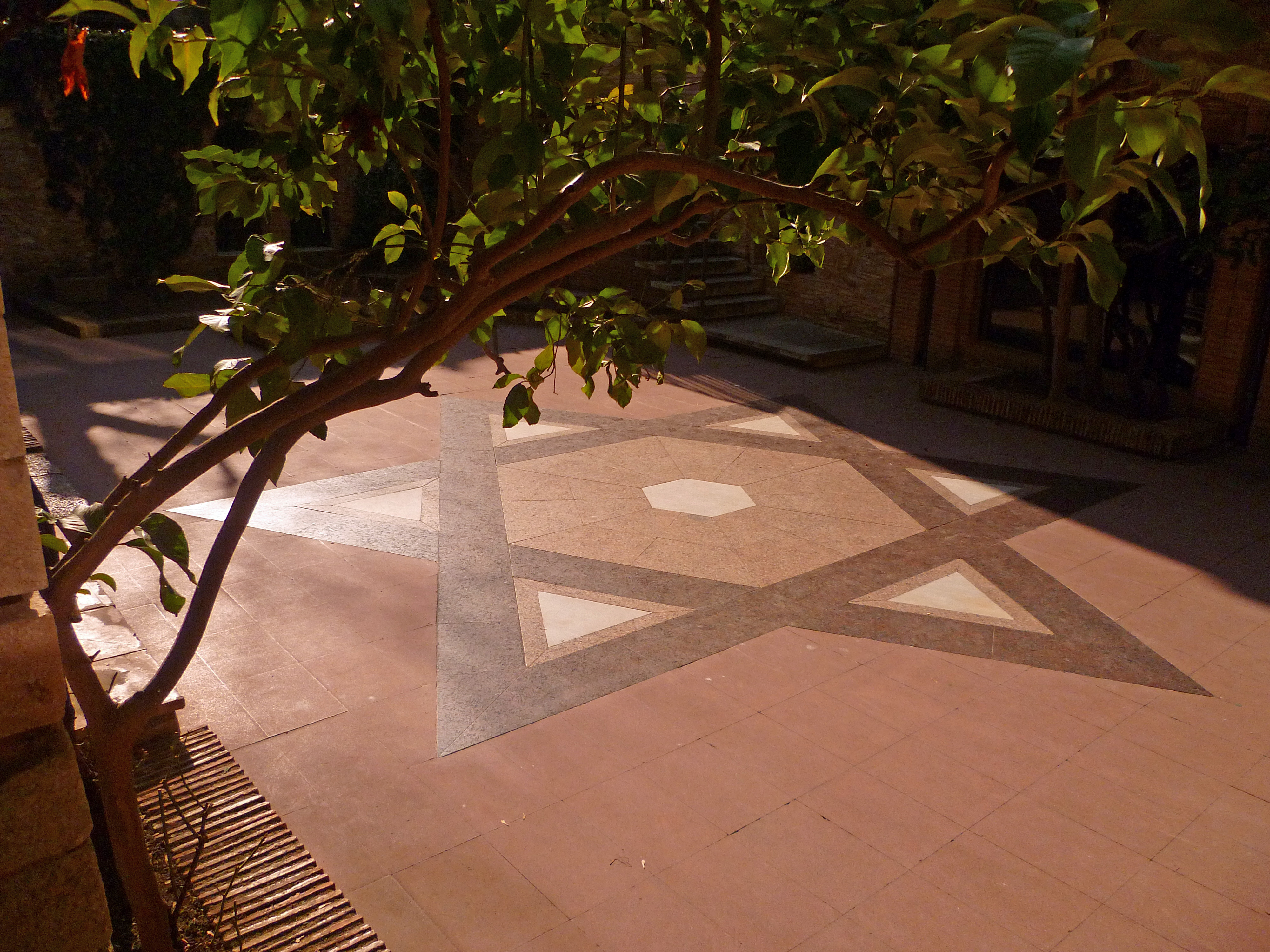
Pati del Museu d'Història dels Jueus

## Història
Al lloc on avui dia se situa el museu, s'hi va emplaçar originàriament la darrera sinagoga del Call gironí, de la qual s'han recuperat algunes parts entre 2012 i 2015, com és el cas del bany ritual o micvé. Després que el Decret de l'Alhambra ordenés l'expulsió dels jueus, a partir de l'any 1492 l'edifici va ser venut i des de llavors va anar passant a mans privades fins a la dècada dels anys 80 del segle xx, moment en què s'inicià el procés de rehabilitació.
Durant els anys vuitanta, l'activista cultural gironí Josep Tarrés va impulsar la recuperació del call de Girona des del centre Isaac el Cec, ubicat als espais de l'actual museu. A començaments dels anys 1990, l'Ajuntament de Girona i el Patronat del Call de Girona van considerar necessària la creació d'un centre d'estudis i d'una entitat museística que s'encarregués de recuperar, estudiar i donar a conèixer la memòria col·lectiva de la comunitat jueva al territori català i a la mateixa ciutat de Girona.
El projecte arquitectònic va comptar amb dues fases: el mes de juliol de l'any 2000 s'inaugurava una primera fase de les sales del museu, i el desembre de 2012 s'habilitava un espai dedicat a les exposicions temporals, a la planta baixa de l'edifici. Des de l'any 2003, Sílvia Planas passà a ocupar el càrrec de directora del museu.

## Col·leccions
Malgrat la dificultat de preservació d'objectes de la comunitat jueva catalana, per causes culturals, polítiques i els més de cinc-cents anys transcorreguts, el museu compta amb una col·lecció de peces que mostren la rica cultura hebrea. A la primera planta, inaugurada el 2003, s'hi explica la cultura jueva, la seva quotidianitat, religió, litúrgia i celebracions, i hi podem trobar alguns vestigis arquitectònics i arqueològics, com són les làpides funeràries amb inscripcions hebrees procedents del cementiri jueu de Montjuïc o el micvé, bany ritual jueu.
A la segona planta, oberta al públic a partir de 2007, s'hi parla d'aspectes culturals, econòmics i científics de les comunitats jueves a Catalunya, amb noms com el mestre gironí Moixè ben Nahman (també conegut com Bonastruc ça Porta) o l'astrònom Jacob ben David Bonjorn. El discurs s'acompanya amb joies, atuells i documents originals, a més de reproduccions de segells i facsímils de llibres de medicina, entre d'altres.

## Galeria d'imatges

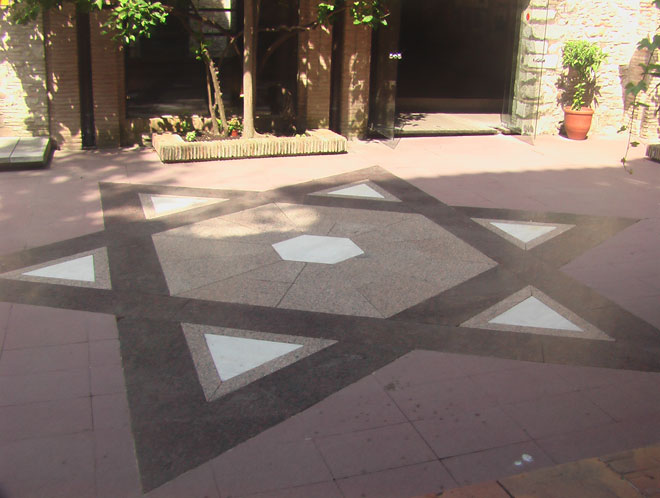
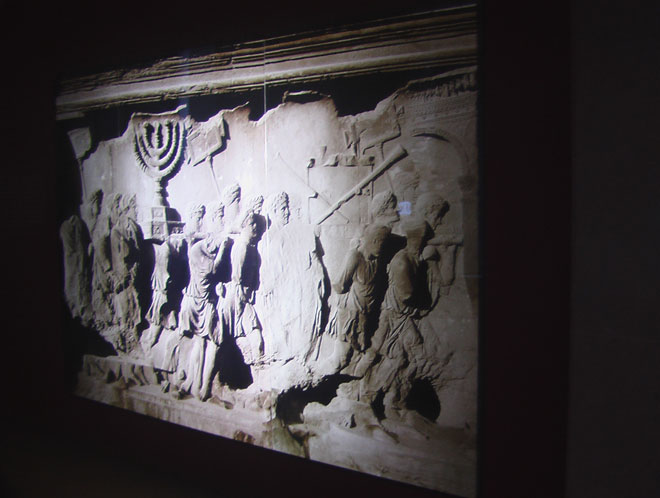
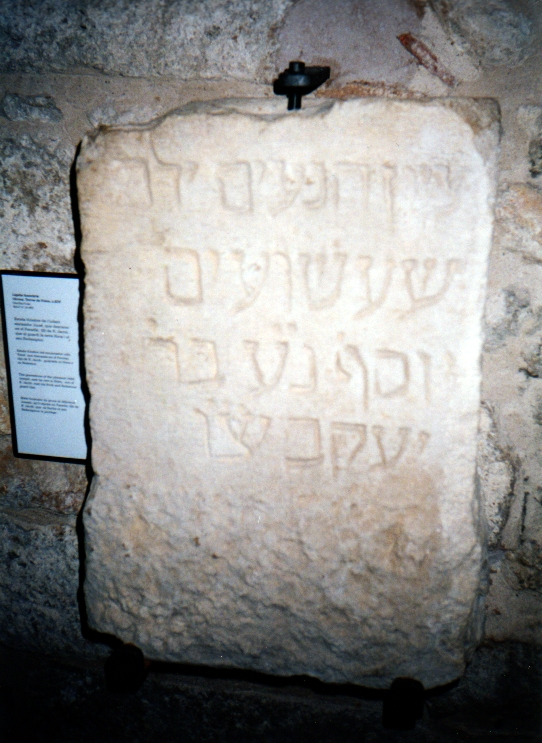
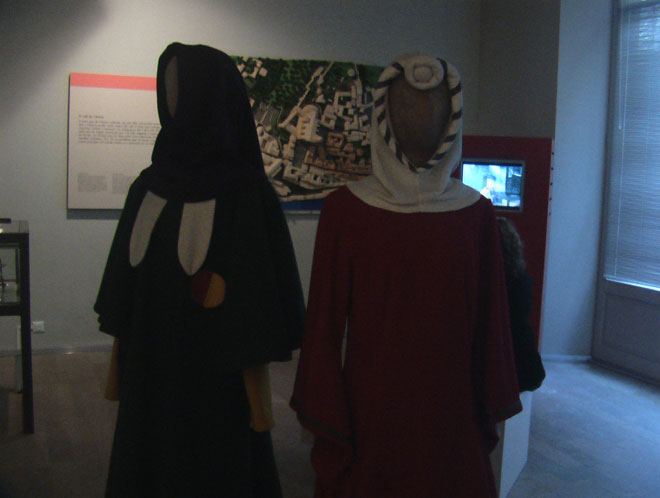